# Señor de Sumalao

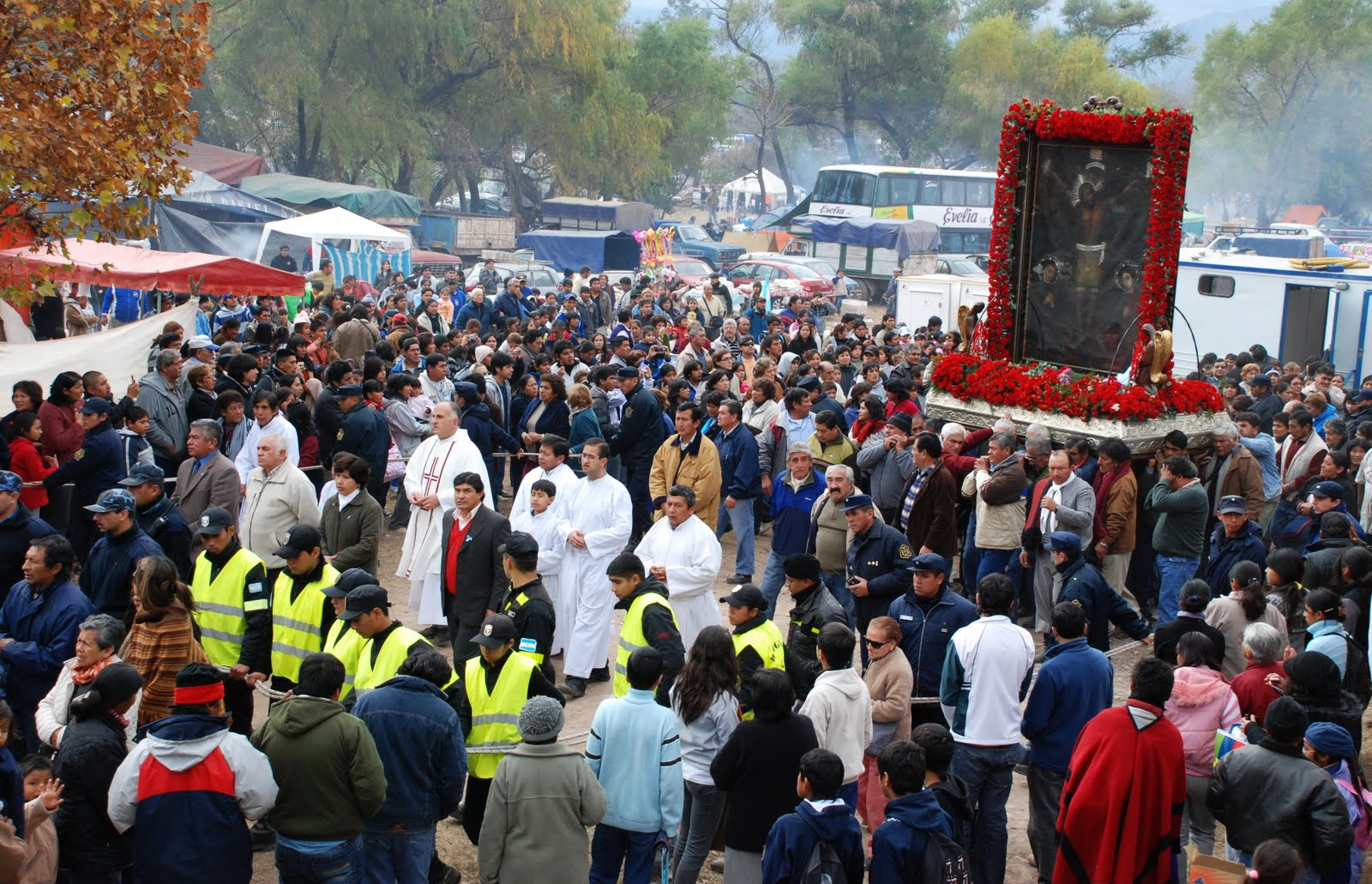
Procesión del Señor de Sumalao.

La advocación Señor de Sumalao que se festeja el 7º domingo de Pascua, es venerada en la localidad de La Merced, departamento Cerrillos, provincia de Salta, norte de la República Argentina.
El Cristo moreno es una pintura cuzqueña al óleo de principios del siglo XVII que estaba destinada a la provincia de San Juan, la que, mientras era trasladaba, por la actitud de la mula que la llevaba y el regreso reiterado del animal al mismo lugar, la dejaron finalmente en Sumalao. Esta circunstancia se tomó como un indicio de la voluntad divina de quedarse allí.

## Historia (leyenda)
Una de las historias que intentan explicar el evento cuenta que a comienzos del siglo XVII, Don Gabriel de Torres y Gaete, volviendo del Perú, traía entre sus equipajes una copia del Señor de Vilque ( Señor de los temblores del Cusco) para su hacienda de El Pucará. 
* Objetivamente hoy se puede afirmar que la pintura se corresponde con un retrato del Señor de los temblores del Cusco, imagen muy retratada en esa época en el Perú y muy difundida en tiempos de la colonia a lo largo y ancho del virreinato.
Cuando atravesaba el paraje denominado “Sumalao”, la mula que traía el bulto se desprendió de la tropa y fue encontrada en el mismo lugar anterior. Los arrieros azotaron la mula para que siguiera, pero fueron en vano sus esfuerzos. Ante la situación, y como ferviente creyente, Gabriel de Torres interpretó que la imagen quería quedarse en aquel lugar. Se ordenó entonces que se descargara el cuadro y se lo dejara bajo un algarrobo al cuidado y culto de los lugareños.
Otra historia cuenta que a mediados del siglo XVIII, el rey de España Carlos III, durante la colonización envió hacia América tres óleos de Cristo. Uno quedó en Cuzco -Perú- donde se lo venera con el nombre de Señor de los Temblores. El segundo está en Tacna -Perú-, y el tercero era para la provincia de San Juan -Argentina-. Cuando el Cristo “sanjuanino” salió del Cuzco, la caravana tuvo dificultades en Puno. Como no pudieron continuar, los viajantes dejaron el cuadro en la Parroquia de Vilque. Para cumplir con el mandato del rey, un anónimo artista cuzqueño hizo una réplica exacta del Cristo y el cuadro fue enviado hacia el sur a lomo de mula.
Por entonces, Sumalao era un paso obligado hacia el Virreinato del Río de la Plata, y lugar donde se cambiaban las mulas y realizaban ferias de trueques. En su época, la "Feria de Sumalao" fue considerada como la feria de mulas más grande del mundo.
Cuando los encomendados partieron hacia San Juan, uno de ellos tuvo que regresar porque la mula que llevaba el cuadro no estaba. Se la encontró en Sumalao, debajo de un algarrobo. Volvieron a recogerla y otra vez el animal se extravió y fue encontrado nuevamente en Sumalao, echado en el suelo bajo la sombra del mismo árbol y no se levantó hasta que no le sacaron el cuadro de su lomo.
Esto fue entendido e interpretado como una clara señal de que la imagen del Cristo quería quedarse en el sitio. Tan pronto como los fieles captaron tal deseo, erigieron una capilla al lado del algarrobo donde se echó la empecinada mula y así comenzó una leyenda que dura hasta nuestros días.

## El lugar

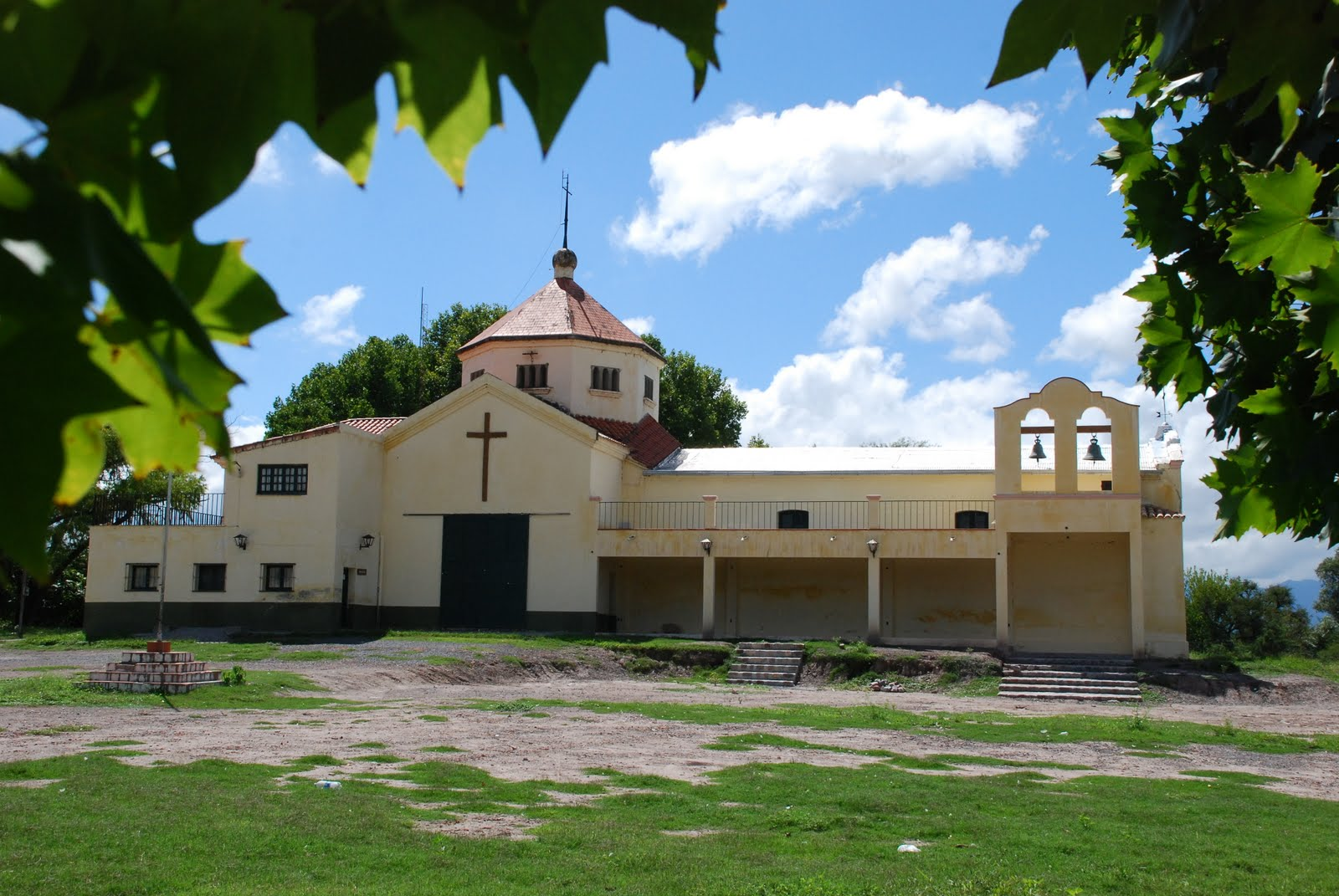
Iglesia de Sumalao.

Sumalao es un paraje escondido, casi arrinconado junto al ángulo sudoriental del Valle de Lerma, cercano a la turbulenta confluencia del tranquilo río Arias con el impetuoso río Rosario.
Anualmente para la fecha, desde finales del siglo XVIII, misachicos y peregrinos convergen, desde distintos puntos, al santuario. Esta tradición constituye una de las manifestaciones populares de fe más importantes y antiguas de todo el norte argentino.
Inclusive varios de nuestros héroes de la Independencia rezaron allí previamente a las batallas y donde hacendados de la época virrenal como Juan de Lezica y Torrezuri, Francisco Candioti, Luis Pessoa y Figueroa, Juan Gregorio Bazán de Pedraza y José María Valdez hicieron grandes fortunas.
El santuario, ubicado a 40 km al sur de la Ciudad de Salta y a 36 km de La Merced, se encuentra construido cerca del algarrobo que generó el culto. Este no se encuentra en una ciudad ni pueblo sino en un lugar aislado de toda otra edificación, siendo solamente un paraje casi despoblado y solitario.
Cercano al templo, nace una vertiente de aguas cristalinas donde los creyentes beben y se mojan en sus aguas porque, según la creencia, ese domingo es bendita y milagrosa, y el Cristo concede gracias a través de ella, curando enfermedades. Milagrosas curaciones extendieron su devoción a todo el Noroeste Argentino.
Sumalao, que en quechua significa "lugar hermoso" es hoy la más importante, más típica y más auténtica de las romerías salteñas, con artesanos llegados de diferentes lugares, donde en sus callejones de tierras se ordenan humeantes y olorosas fondas de comidas que jamás cierran, y en donde nunca se apaga la leña que calienta panzonas ollas de hierro. Estos improvisados puestos, ofrecen la más variadas comidas y bebidas típicas de la región que pueden degustarse en el lugar mientras dura la Fiesta.
Mucho antes de que la terca mula que transportaba la pintura decidiera no moverse del lugar, se celebraban en Sumalao las famosas y una de las más grandes ferias de mulas de la América española; restos arqueológicos señalan que el sitio fue muy poblado en épocas anteriores.
En 1984 dos investigadores determinaron que Felipe de Rivera es el autor del óleo en tela, que posee un tamaño de 1,8 m de altura por 1 m de ancho. La obra, que pudo ser pintada hacia 1764, reproduce la imagen del Señor de los temblores del Cusco, representación iconográfica propia del barroco peruano.
El Óleo de Jesús, flanqueado por la Virgen de los Dolores y el Apóstol San Juan Evangelista, fue realizada en el siglo XVII en la provincia de Puno, Perú, muy cerca del lago Titicaca.
Con el tiempo, la imagen sufrió dos principios de incendio hace varios años. Los fieles solían prender las velas de sus promesas y las colocaban al pie de Óleo. es por ello que presenta quemaduras y está oscuro por el calor de las velas al que se lo sometía. Se intentó restaurarlo pero la gente no permitió que el cuadro saliera de su lugar. Por esa razón, en la década pasada, se le puso vidrio, y un marco más grande de madera tallada.
Desde lejos, el reflejo del vidrio que cubre el óleo solo permite ver las aplicaciones en plata que en el año 1912 fueron agregadas a la corona a la sigla INRI, al lazo que lleva el Cristo en su cintura, a los dos extremos horizontales de la Cruz, y a las coronas de la Virgen María y del apóstol San Juan Bautista.

## Historia que llega hasta nuestros días
Exceptuando las bombillas de luz y algún otro detalle de progreso, la fiesta de Sumalao no ha cambiado demasiado. Cualquier descripción de hace cien años puede pasar por boceto reciente.
Con los primeros fríos del otoño una multitud se concentra en aquel paraje. Durante esos días todo es movimiento. La gente entra y sale del templo; se apiña en el "velero" de mil luces que tiemblan durante toda la noche. Se escucha "el grito del pregón de los buhoneros, los quejidos del acordeón camarada del bombo, los alaridos de los gauchos ebrios y dichosos, todos los ruidos enmarañados, flotantes, poliformes, de las fiestas se hacen más claros y distintos". Van a cumplir promesas muy distintas: por la salud de un familiar, por la curación de un buey, por el fin de la plaga que amenaza las plantaciones de tabaco o de poroto, para lograr una buena cosecha, etc.
Durante la época de la colonia, acudían a las fiestas o ferias de Sumalao, los rudos traperos, grandes magnates y célebres tahures de las más apartadas lejanías del virreinato, desde Chile, Bolivia y aun del Perú. Estas eran las ferias en las que se mercaban hasta veinticinco mil caballos en ocho días; yendo a revenderse las telas, granos, mulas y asnos comprados en ellas, a Huari, a Vilque y hasta en Lima.

## Actual Fiesta Chica y Fiesta Grande (o fiesta central)
La "fiesta chica" en honor al Señor de Sumalao (domingo previo a la “fiesta grande”) se realiza el domingo de Pentecostés, donde la imagen es sacada en procesión acompañada por miles de fieles llegados al lugar. Anualmente se realiza en tradicional homenaje a los misachicos de todo el Valle de Lerma.
Posteriormente, se realiza la “Fiesta Grande” festejándose con solemne 'Triduo', el que se inicia el viernes con la procesión de San Rafael donde participan todos los pescadores. Al día siguiente, el sábado, se celebra la misa por la patria con la procesión de la imagen de la Virgen María donde participan todos los gauchos presentes. Para finalizar y cerrando la Fiesta Grande, el tercer día (día domingo) a las 10:30 se realiza la misa solemne la que anualmente es presidida por el arzobispo de Salta, con la posterior realización de la tradicional procesión con la imagen cuzqueña.
Previo a la procesión y a todas las actividades religiosas dedicadas al Cristo, se realiza de rezo de la novena, el que se hace diariamente a partir de las 18 h en el santuario.

## Misa del Peregrino
Partiendo desde la Ciudad de Salta, de la Parroquia Santa Teresa de Jesús (en intersección de las calles: La Florida y Tucumán), parte la tradicional peregrinación con cientos de peregrinos con destino al templo del Cristo de Sumalao.
Posteriormente, en su trayectoria, centenares de fieles se unirán en la intersección de las avenidas Paraguay, Combatientes de Malvinas y la ruta nacional 68, quienes esperan agregarse a la columna de peregrinación que sale anualmente de la capital provincial.
Atravesando las localidades de Cerrillos y La Merced, y luego de haber recorrido más de 30 kilómetros caminado durante toda la madrugada, los peregrinos son recibidos en el santuario con la tradicional Misa del Peregrino a las 6.30 de la mañana.

## Peregrinación
Anualmente, y organizadas por diferentes iglesias, agrupaciones religiosas y medios locales, parten peregrinaciones desde diferentes puntos de la provincia.
La noche previa a la fiesta mayor, nutridos son los grupos de peregrinos que caminan para participar de la procesión central. En la trayectoria, centenares de fieles, se unirán a los grupos de peregrinos que caminan durante toda la noche y la madrugada. Esa noche, la ruta nacional 68 se convierte en todo un espectáculo.
Anualmente, son miles los creyentes que hacen su llegada para participar de la Misa del Peregrino que se realiza a las seis de la madrugada.
Anualmente más de 50.000 personas se reúnen en el lugar para participar de los festejos y renovar su promesa de fe.
Año a año se incrementa el número de peregrinos que llegan desde poblaciones vecinas y provincias de la región, inclusive de países vecinos como Bolivia, Chile y Paraguay.
Cuando la fiesta termina, el pequeño pueblito queda completamente desolado con sus 10 o 12 familias que viven en el lugar hasta el año siguiente que se repite la historia.